# سديم وسترهاوت 5
سديم وسترهاوت 5  (بالإنجليزية: Westerhout 5 أو
Sharpless 2-199 أو سديم الروح Soul Nebula) هو سديم إشعاعي يرى في كوكبة ذات الكرسي. يوجد في السديم آي سي 1848 (كما يرمز له أيضا) عدة تجمعات نجمية مفتوحة وهي: CR 34 و632 و634 (في الرأس) وIC 1848 (في الجسم). ويميز سديم وسترهاوت 5 أيضا بالتجمع النجمي أي سي 1848.
كما يوجد سديم اشعاعي آخر «آي سي 1848» إلى يسار الرأس. وتوجد مجرتا مافاي 1 ومافاي 2 بالقرب منه، إلا أن الضوء الطاغي من مجرة درب التبانة تغطي عليها وتصعب مشاهدتهما.
وكان يعتقد في الماضي أن تلك المجرتين تتبعان المجموعة المحلية للمجرات، إلأ أنه اتضح بعد ذلك بأهما تتبعان مجموعة باسمهما IC 342/Maffei Group .
هذا التجمع قريب أيضا من سديم القلب IC1805 (Heart Nebula) ويسمي علماء الفلك تلك المنظومة أحيانا «بالقلب والروح».

## نشأة نجوم
توجد في سديم وسترهاوت منطقة كبيرة W5 تصدر أشعة راديوية، وتشغل تلك المنطقة مساحة تقدر بأربعة أضعاف مساحة القمر عندما يكون بدرا. تلك المنطقة تبعد عنا نحو 6500 سنة ضوئية وتوجد في كوكبة ذات الكرسي. ومثلها كمثل مناطق أخرى كثيفة تنشأ فيها نجوم جديدة، مثل مناطق موجودة في كوكبتي الجبار والقاعدة. تحوي W5 فراغات عظيمة الكبر تكونت عن طريق إشعاعات شديدة صادرة من نجوم ناشئة ضخمة تعمل على إزاحة الغازات والغبار منها. وطبقا لنظرية ولادة النجوم فإن طرد المادة من تلك الفراغات والفقاعات تزيح الغازات وتكثفها مما يعمل على تولد نجوم جديدة من جيل التالي.
الصورة المعروضة هنا تشير إلى حدث تحفيزي لنشأة نجوم طبقا للنظرية. وقد استطاع فريق من الفلكيين عن طريق تحليل الصورة أن يبينوا أن عمر النجوم فيها يقل متتاليا مع زيادة بعدها عن مراكز الفراغات.

## معرض الصور

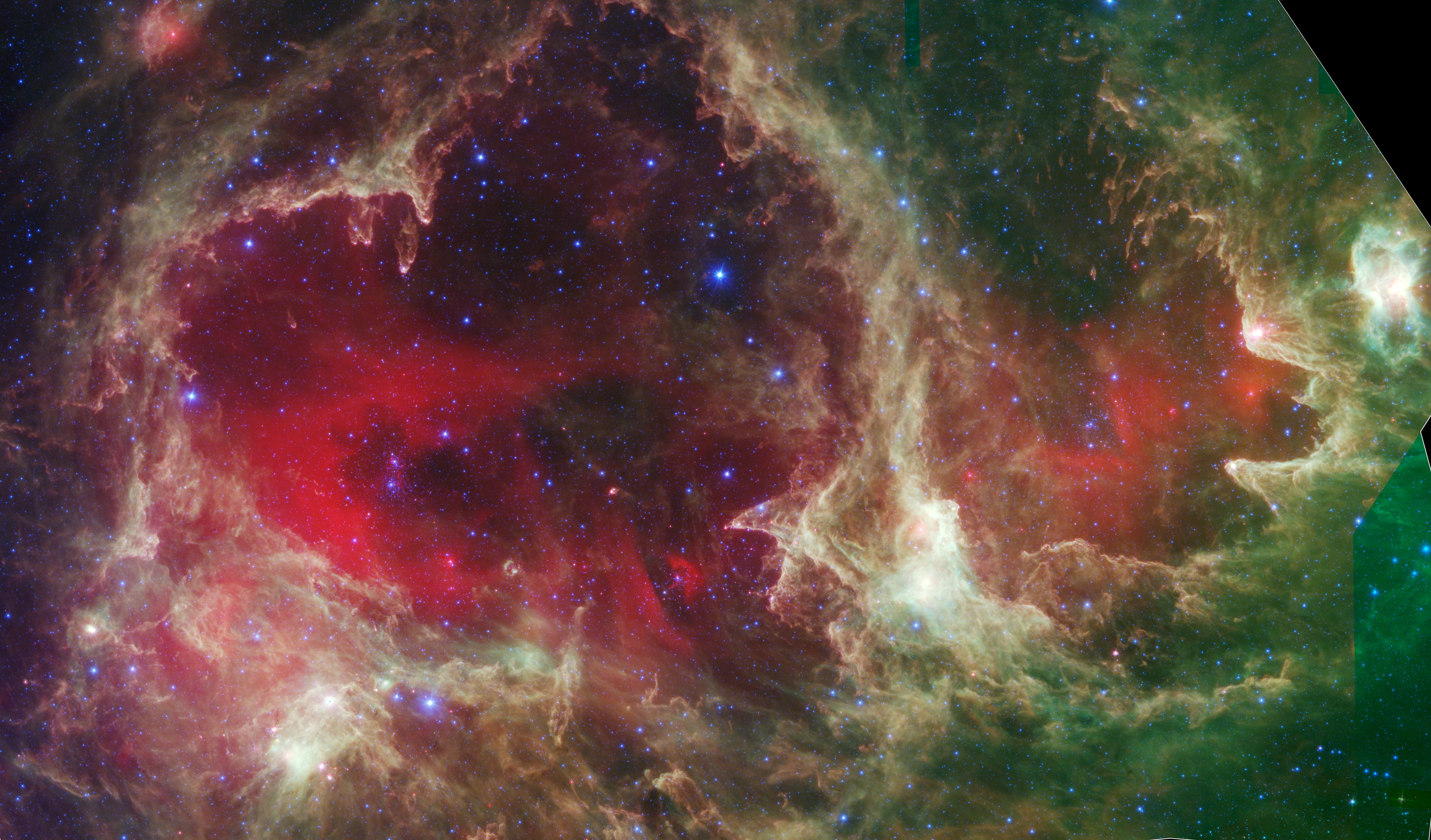
سديم وسترهاوت 5  أو سديم الروح : أجيال من النجوم ترى في الصورة التي التقطها مقراب سبيتزر الفضائي
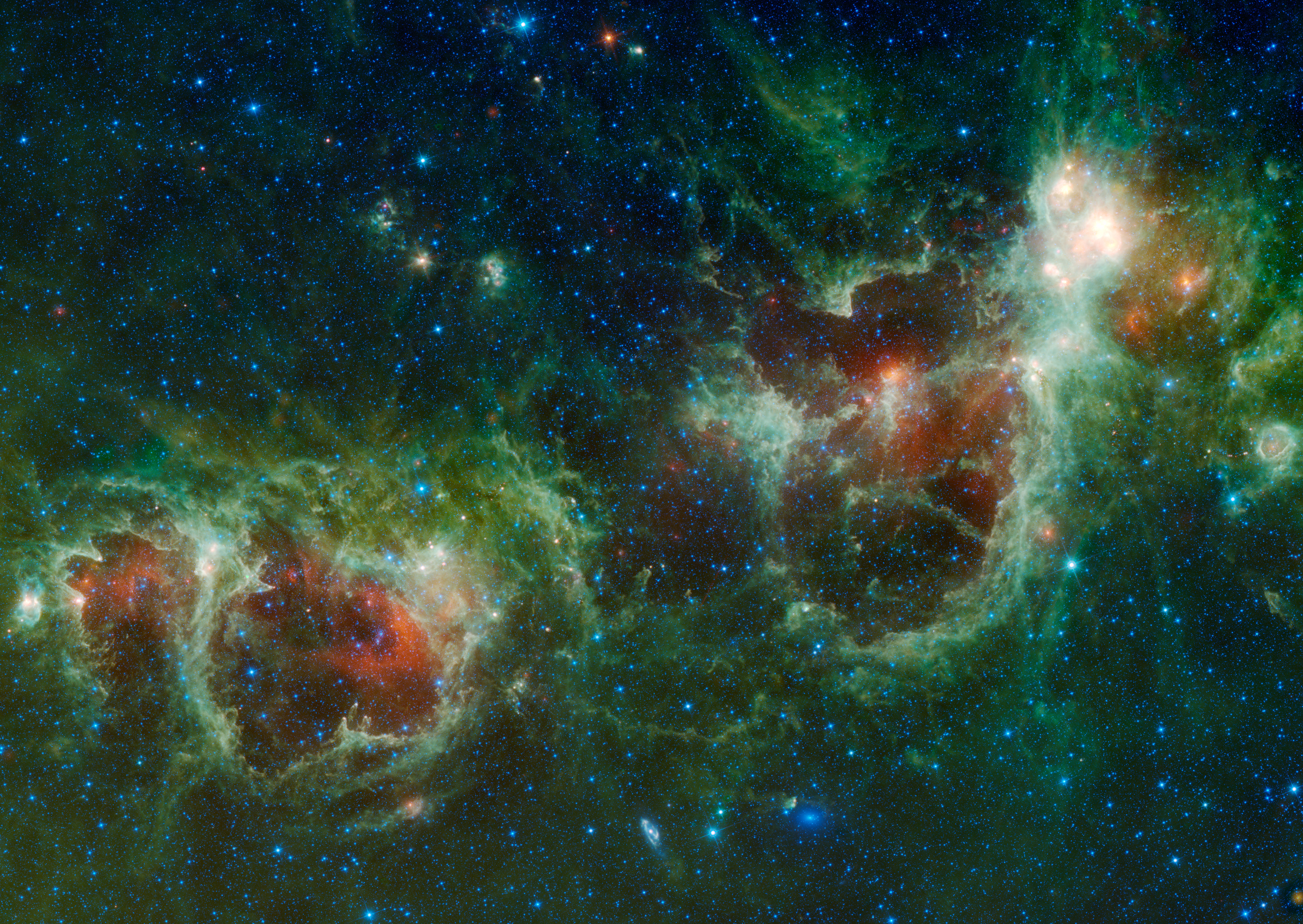
سديم القلب في وسترهاوت 5 ترى في تلك الصورة للأشعة تحت الحمراء لقطها تلسكوب وايز WISE telescope.
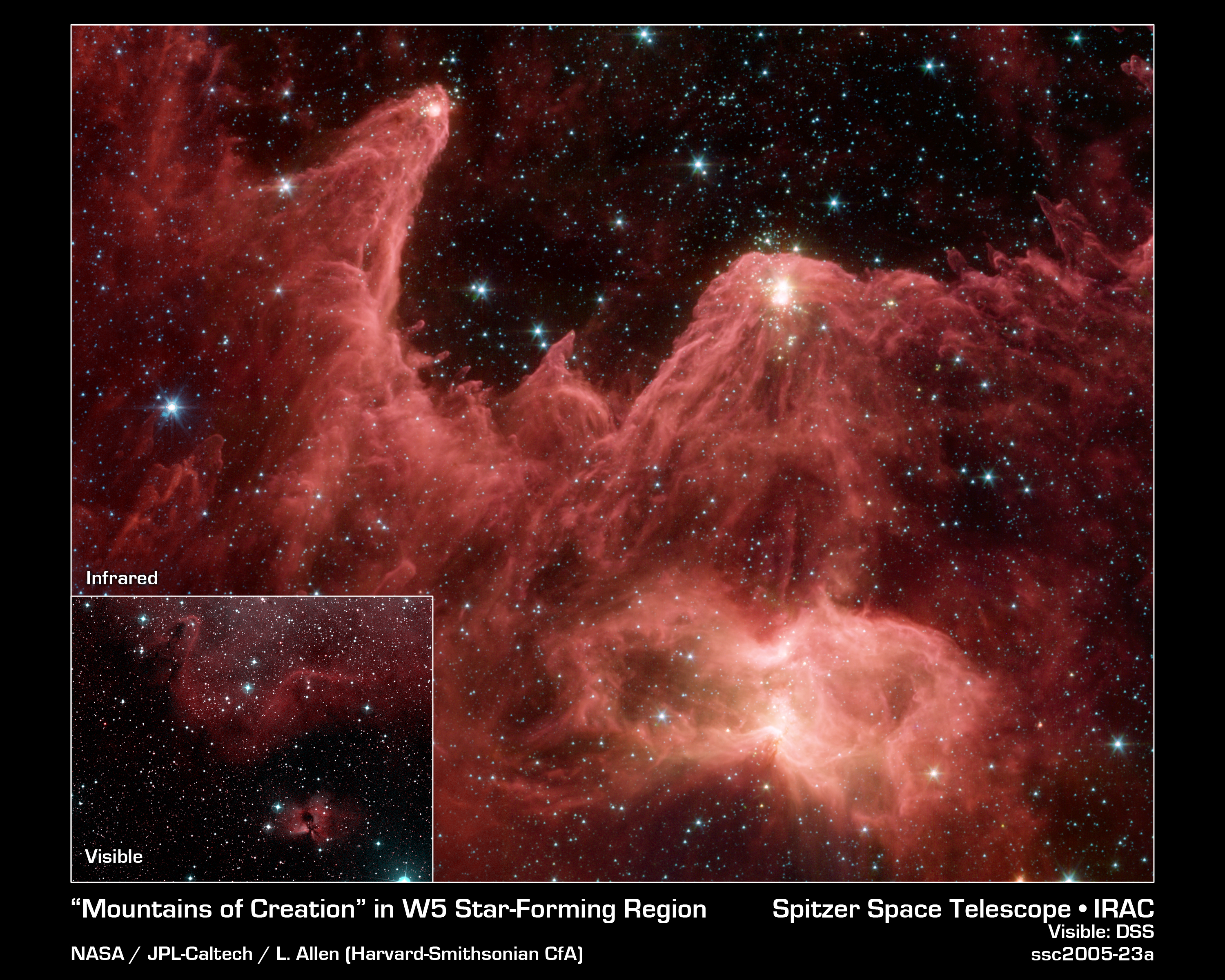
منطقة نشأة النجوم في W5
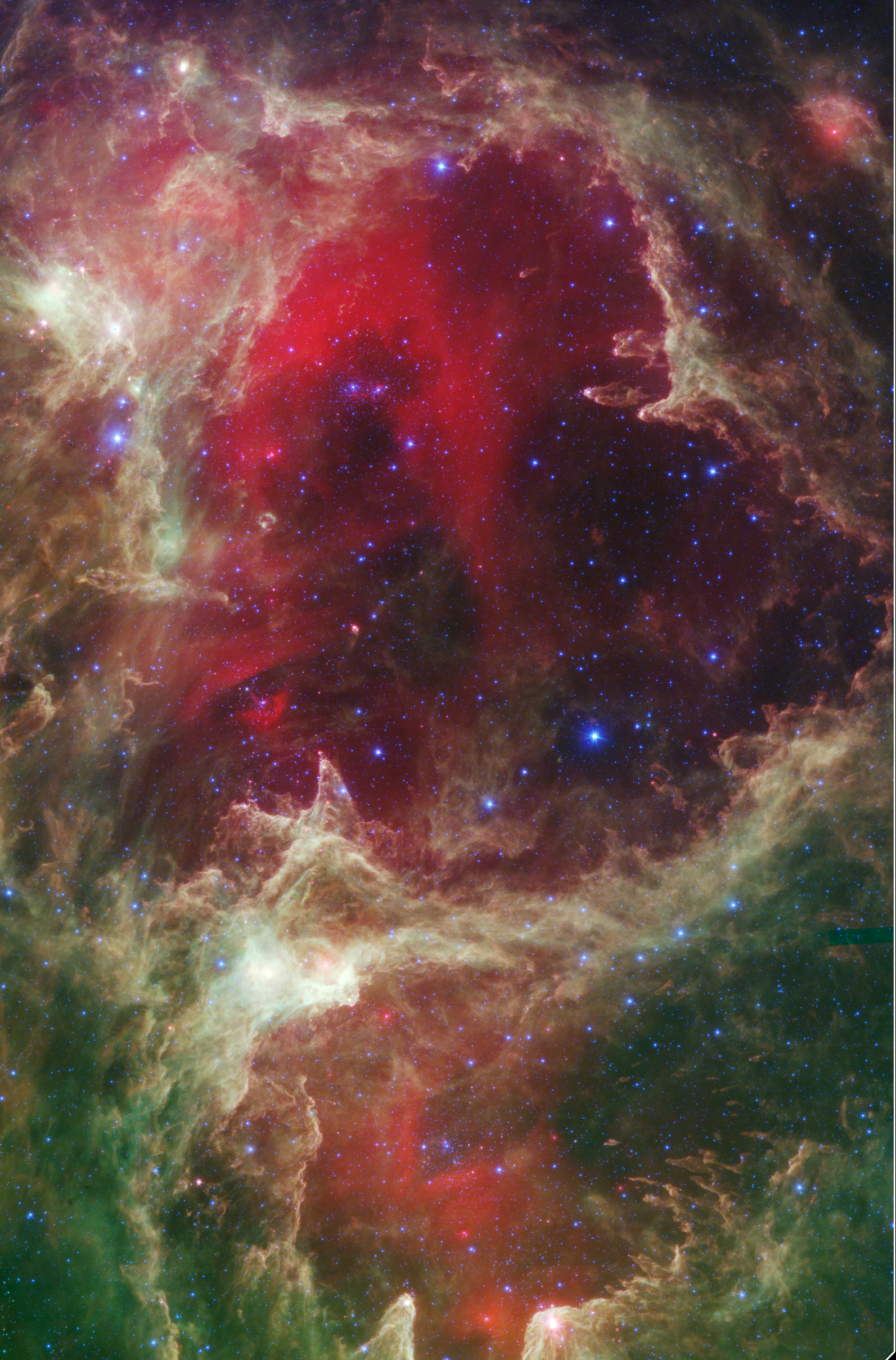

## اقرأ أيضا
- سديم القلب
- منطقة هيدروجين II
- ولادة النجوم
- إن جي سي 1977
- إن جي سي 3195